# 普卡拉山 (因加維省)
16°43′34″S 68°35′21″W / 16.72611°S 68.58917°W
普卡拉山（Pukara），是玻利維亞的山峰，位於該國西部拉巴斯省的因加維省，處於庫爾庫尼山以西、維斯卡查尼山和希斯卡薩利亞拉山西北面，屬於安第斯山脈的一部分，海拔高度4,329米。